# فیلیپ شریدن
 فیلیپ شرایدن (انگلیسی: Philip Sheridan؛ ۶ مارس ۱۸۳۱ – ۵ اوت ۱۸۸۸) ژنرال ارتشِ اتحادیه در طول جنگ داخلی آمریکا بود.